# Wereldbeker schaatsen 2008/2009 - Ploegenachtervolging vrouwen
De Ploegenachtervolging voor vrouwen tijdens de wereldbeker schaatsen 2008/2009 begon op 9 november 2008 in Berlijn en eindigde op 1 februari 2009 in Erfurt. Titelverdediger was de Canadese ploeg die de editie van 2007/08 won. Het was de Tsjechische ploeg die de wereldbeker pakte.
Deze wereldbekercompetitie was tevens het kwalificatietoernooi voor de WK afstanden 2009.

## 2007/08 Eindpodium
| Medaille | Land      | Punten |
| -------- | --------- | ------ |
| Goud:    | Canada    | 350    |
| Zilver:  | Duitsland | 330    |
| Brons:   | Rusland   | 330    |

## Podia
| Wedstrijd:             | Goud:                                                     | Tijd    | Zilver:                                                       | Tijd    | Brons:                                                                  | Tijd    |
| Berlijn details        | Nederland Renate Groenewold Diane Valkenburg Ireen Wüst   | 3.04,34 | Duitsland Daniela Anschütz Lucille Opitz Claudia Pechstein    | 3.04,51 | Verenigde Staten Mia Manganello Catherine Raney Nancy Swider-Peltz, Jr. | 3.05,68 |
| Heerenveen (1) details | Nederland Renate Groenewold Marrit Leenstra Ireen Wüst    | 3.01,32 | Canada Kristina Groves Christine Nesbitt Brittany Schussler   | 3.02,34 | Duitsland Daniela Anschütz Lucille Opitz Claudia Pechstein              | 3.02,51 |
| Erfurt details         | Tsjechië Karolína Erbanová Andrea Jirků Martina Sáblíková | 3.05,32 | Rusland Galina Lichatsjova Alla Sjabanova Jekaterina Sjichova | 3.05,80 | Polen Natalia Czerwonka Katarzyna Wójcicka Luiza Złotkowska             | 3.06,26 |

## Eindstand
| #      | Land             | Schaatssters                                             | BER | HVN | ERF | Totaal |
| ------ | ---------------- | -------------------------------------------------------- | --- | --- | --- | ------ |
| Goud   | Tsjechië         | Erbanová, Jirků, Sáblíková                               | 45  | 40  | 150 | 235    |
| Zilver | Verenigde Staten | Manganello, Raney, Rodriguez, Swider-Peltz, Jr.          | 70  | 60  | 75  | 205    |
| Brons  | Nederland        | L. van der Geest, Groenewold, Leenstra, Valkenburg, Wüst | 100 | 100 | 0   | 200    |
| 4      | Duitsland        | Anschütz, Beckert, Lipp, Opitz, Ost, Pechstein           | 80  | 70  | 40  | 190    |
| 5      | Polen            | Czerwonka, Wójcicka, Woźniak, Złotkowska                 | 32  | 36  | 105 | 173    |
| 6      | Japan            | Hozumi, Ishizawa, Otsu                                   | 36  | 45  | 90  | 171    |
| 7      | Rusland          | Lichatsjova, Lobysjeva, Malysjeva, Sjabanova, Sjichova   | 28  | 0   | 120 | 148    |
| 8      | Canada           | Groves, Nesbitt, Rempel, Schussler                       | 50  | 80  | 0   | 130    |
| 9      | China            | Dong, Fu, Gao, Xu                                        | 40  | 32  | 45  | 117    |
| 10     | Zuid-Korea       | Lee, Noh, Park                                           | 60  | 50  | 0   | 110    |
| 11     | Roemenië         | Dumitru, Lăzărescu, Oltean                               | 24  | 24  | 36  | 84     |
| 12     | Wit-Rusland      | Badajeva, Jasenok, Kotjoega, Radkevitsj                  | 21  | 21  | 0   | 42     |
| 13     | Noorwegen        | Bøkko, Haugli, Njåtun                                    | 0   | 28  | 0   | 28     |

2004/2005 · 
2005/2006 · 
2006/2007 · 
2007/2008 · 
2008/2009 · 
2009/2010 · 
2010/2011 · 
2011/2012 · 
2012/2013 · 
2013/2014 · 
2014/2015 · 
2015/2016 · 
2016/2017 · 
2017/2018 · 
2018/2019 · 
2019/2020 · 
2020/2021 · 
2021/2022 · 
2022/2023 · 
2023/2024 · 
2024/2025